# Guiberto I (vescovo di Torino)
Guiberto I di Torino (... – Torino, 1099) è stato un vescovo italiano.

## Biografia
Guiberto I fu vescovo di Torino dal 1092 al 1099.
Poco o nulla si sa della sua vita, se non che anch'egli come alcuni suoi predecessori e successori, fece notevoli donazioni a favore del monastero torinese di San Salvatore.
Morì a Torino nel 1099. 